# Guarani Esporte Clube (MG)
Guarani Esporte Clube, oftast endast Guarani, är en fotbollsklubb från staden Divinópolis i delstaten Minas Gerais i Brasilien. Klubben grundades den 20 september 1930 och har till och med 2011 vunnit tre mästerskap, nämligen Campeonato Mineiros tredjedivision vid ett tillfälle (1994) och andradivisionen vid två tillfällen (2002 och 2010). Klubbens färger är rött och vitt och spelar på Estádio Waldemar Teixeira de Faria, vanligen kallad Farião, som rymmer ungefär 5 000 personer.